# Qafa e Bordolecit
Der Qafa e Bordolecit (deutsch: Bordolec-Pass) oder Qafa e Predelecit ist ein Gebirgspass im nordwestlichen Albanien in den Albanischen Alpen. Er liegt auf der Wasserscheide zwischen Donau und Adriatischem Meer. Über ihn führt die erst seit 2016 asphaltierte Straße von Han i Hotit via Tamara nach Vermosh beziehungsweise ins montenegrinische Plav, die einzige Straßenverbindung in diesem Kelmend genannten, abgelegenen Landesteil. Kelmend ist der Name der ehemaligen Gemeinde und des ansässigen Stamms zu beiden Seiten des Passes.
Der Ort Lëpusha liegt südöstlich der Passhöhe. Die Straße ins Dorf zweigt auf der Passhöhe von der nach Nordosten führenden Passstraße ab. Ein weiterer Fahrweg, der auf der Passhöhe nach Norden abgeht, erschließt die Wälder und Almen nordwestlich des Passes.

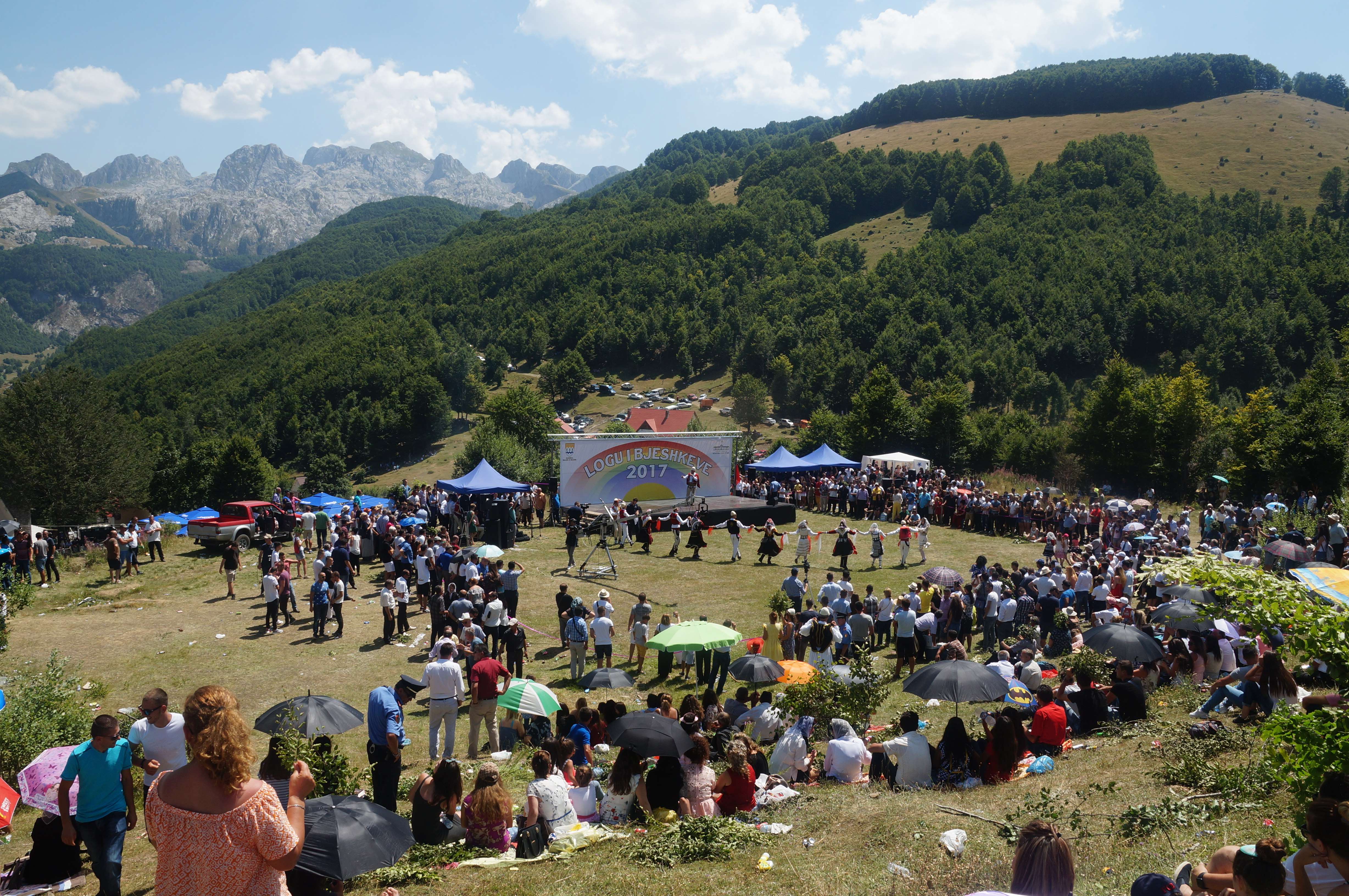
Logu i Bjeshkëve oberhalb vom Pass (2017)

Der Pass ist seit Alters her ein wichtiger Versammlungsort in Kelmend. Jährlich am zweiten Samstag im August findet auf dem Pass das Volksfest Logu i Bjeshkëve statt, der Wettkampf des Hochlands. Es wird getanzt, gesungen und Musik gespielt. Eine junge Frau in traditioneller Volkstracht wird zur Miss Bjeshkëve gewählt. Das Fest fand ursprünglich am 26. Juli statt, dem Tag der Heiligen Prende, eine vorchristliche Göttin der Schönheit, die später mit der Heiligen Anna identifiziert wurde. In Nordalbanien war es üblich, dass die Frauen sich an diesem Tag besonders schön machen und ihre besten Kleider tragen.